# Strop WPS

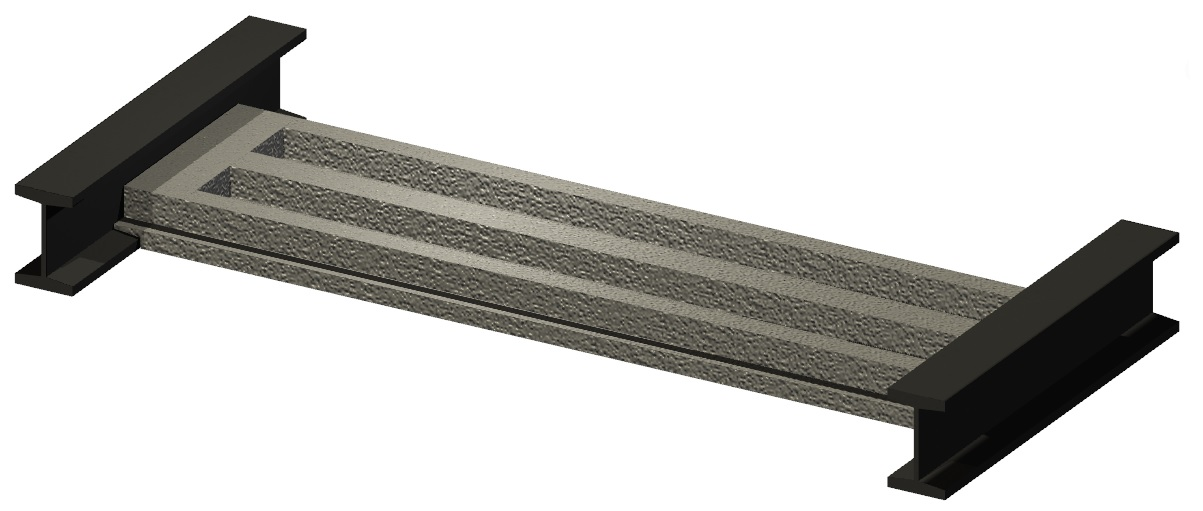
Płyta WPS 1470 mm ułożona na belkach dwuteowych

Strop WPS (wrocławska płyta stropowa) – gęstożebrowy strop składający się z prefabrykowanych żelbetowych płyt rozłożonych na stalowych belkach dwuteowników. Strop gęstożebrowy WPS jest systemem, który opracował w 1960 roku mgr inż. Jerzy Gajczewski, a autorem projektu był mgr inż. Zygmunt Domaszewski. Strop stosowany jest z powodzeniem w budownictwie mieszkaniowym, użyteczności publicznej i przemysłowym przy klasie ekspozycji X0, a w szczególności przy remontowaniu, wymianie stropów lub modernizowaniu obiektów.

## Wymiary
- Rozstaw belek od 80 do 150 cm co 10 cm;
- Długość płyt od 77 do 147 cm co 10 cm;[1]
- Grubość płyt 8 cm;
- Szerokość płyt 40 cm;
- Minimalna wysokość belki stalowej dwuteownika 14 cm;
- Rozpiętość stropu zazwyczaj do 6 m;
- Ciężar płyt WPS od 40 do 70 kg[1]
- Ciężar stropu ok. 1,57 kN/m2;
- Minimalna długość oparcia belki na murze 15 cm[2];
- Oparcie płyty na belce o długości co najmniej 4 cm;
- Grubość stropu od 23 do 33 cm w zależności od rozpiętości
- Pakowanie płyt: na paletach od 12 do 22 szt na palecie[1]

## Wykonanie
Belki owija się siatką podtynkową Rabitza i układa na równym poziomie w stałych odstępach. Co trzecia belka powinna być zakotwiona w murze. Na nich opiera się płyty układając je ściśle obok siebie. Spoiny między płytami i miejsca styku płyty z belką wypełnione są zaprawą cementową. Następnie układana jest warstwa keramzytobetonu. W celu zwiększenia sztywności zabetonowuje się górne części belek. Przy rozpiętości stropu powyżej 5 m zaleca się podparcie w połowie stropu na czas prowadzenia robót budowlanych. Górną warstwę stanowią: izolacja termiczna, akustyczna i przeciwwilgociowa (papa lub folia polietylenowa). Na tak przygotowany strop układa się posadzkę.

## Zalety
- Krótki czas wykonania;
- Proces montażu nie wymaga szalowania;
- Możliwość obciążania stropu zaraz po ułożeniu płyt;
- Nadaje się do remontowania starych budynków (zastępuje strop drewniany i Kleina);
- Mały rozmiar i waga elementów, strop może być montowany ręcznie[1].
- Kształt i waga płyt umożliwia układanie płyt tylko przez dwie osoby[1]